# Сокол (посёлок, Москва)
«Со́кол» (также известен как «посёлок художников») — первый в Москве кооперативный жилой посёлок, основанный в 1923 году. Расположен в Северном административном округе, неподалёку от построенной позднее станции метро «Сокол». Посёлок «Сокол» стал одним из воплощений концепции города-сада. С 1979 года посёлок находится под охраной государства как памятник градостроительства первых лет советской власти. С 1989 года посёлок «Сокол» перешёл на самоуправление.

## Расположение

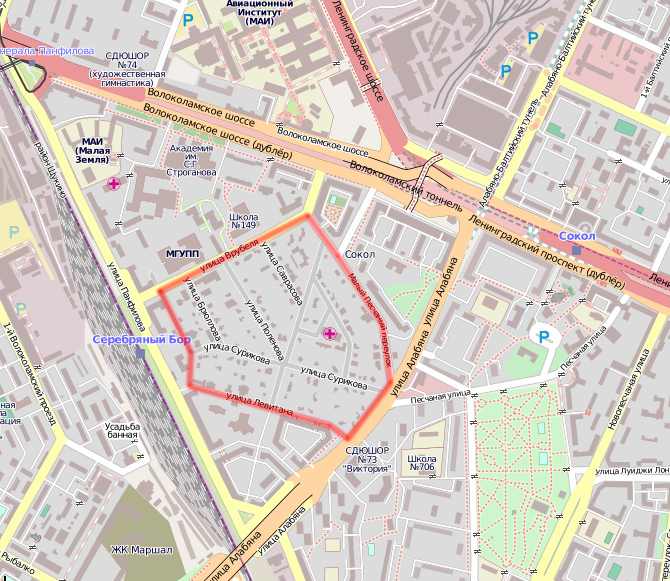
План окрестностей посёлка «Сокол» с OpenStreetMap

Посёлок занимает квартал в районе пересечения улицы Алабяна и Волоколамского шоссе. Жилые дома посёлка расположены в границах улиц Алабяна, Левитана, Кипренского, Врубеля и Малого Песчаного переулка.
Ближайшие станции —  Сокол (метро) и  Панфиловская (МЦК) — находящиеся примерно в 500 м к востоку от посёлка и в 350 м к югу соответственно. В непосредственной близости от посёлка на улице Алабяна расположены две остановки наземного общественного транспорта: «Улица Алабяна» автобусов № 26, 100, 105, 175, 597, 691, 691к, т59 и «Улица Левитана» автобусов № 26, 100, 105, 175, 300, 597, 691, 691к, т19 и т59..

## История

### Предыстория
Архитекторами посёлка «Сокол» была реализована популярная в начале XX века концепция «города-сада». Идея поселения, которое сочетало бы в себе лучшие свойства города и деревни, была выдвинута британцем Эбенизером Говардом в 1898 году. Уже в 1903 году появился проект строительства на Ходынском поле в Москве подобного города-сада. Этот проект некоторое время дорабатывался, но события 1914—1917 годов помешали его реализации.
В градостроительных планах 1920-х годов — «Новая Москва» Алексея Щусева и «Большая Москва» Сергея Шестакова — также широко использовалась идея «города-сада». Окраины и пригороды Москвы предполагалось застроить посёлками, состоящими из невысоких домов, в которых должны были быть свои библиотеки, клубы, спортивные и детские площадки, детские сады.

### Основание посёлка

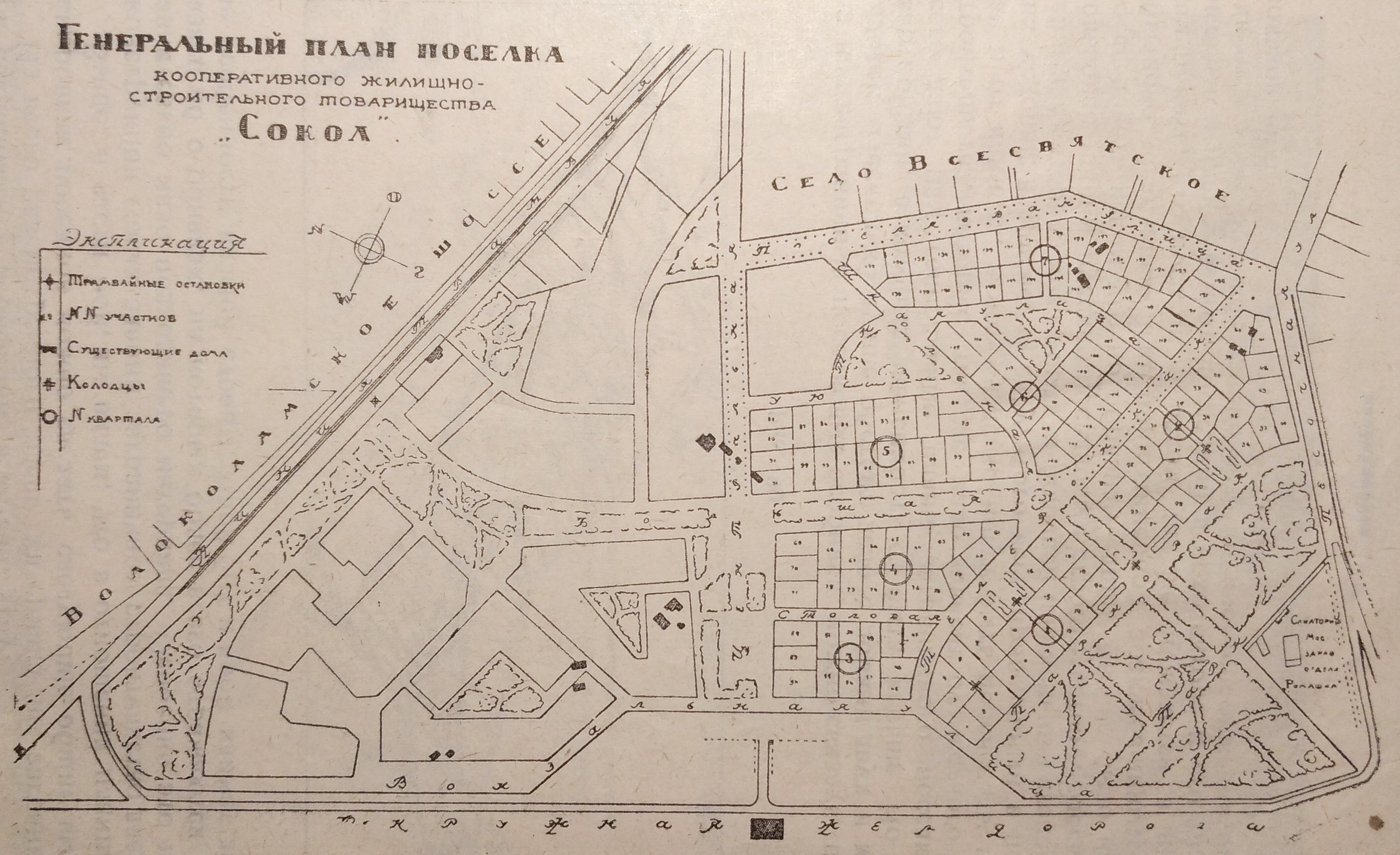
Генеральный план посёлка «Сокол» (1923)

8 августа 1921 года В. И. Ленин подписал декрет о кооперативном жилищном строительстве, согласно которому кооперативным объединениям и отдельным гражданам предоставлялись права застройки городских участков. Тогда в Москве катастрофически не хватало жилья, а денег на его строительство власти выделяли очень мало.
Жилищно-строительное кооперативное товарищество «Сокол» было образовано в марте 1923 года, а 11 апреля состоялось первое организованное собрание кооператива. В товарищество входили сотрудники наркоматов, экономисты, художники, учителя, агрономы, техническая интеллигенция и рабочие. Первым председателем правления кооператива «Сокол» был председатель профсоюза «Всекохудожник» Василий Сахаров. Правление кооператива «Сокол» разместилось по адресу: Знаменский переулок, дом 3, в помещении «Северо-Кустаря». Кооператив получил в аренду участок на окраине села Всехсвятского площадью 49 десятин с обязательством застроить его через 7 лет примерно 200 домами. Уже осенью 1923 года там началось строительство посёлка «Сокол».
Членам-пайщикам кооператива предоставлялось право пользоваться жилой площадью на протяжении 35 лет без каких-либо ограничений. Паевые взносы кооператива «Сокол» составляли 5 руб вступительных, 100 руб для начала постройки, 300 руб после начала постройки и 400 руб по окончании постройки. Полная стоимость коттеджа, которая выплачивалась на протяжении нескольких лет, составляла 6000 руб. Это достаточно высокие цены, которые были далеко не всем по карману.

### Происхождение названия
До сих пор нет единого мнения, почему посёлок получил название Сокол. Согласно наиболее распространённой версии, первоначально этот посёлок планировалось строить в Сокольниках — отсюда и название. Появилась даже печать с изображением сокола, держащего домик. Однако затем планы изменились, и для посёлка выделили землю близ села Всехсвятского, но жилищный кооператив своё название сохранил. Эта версия единственная из всех имеет документальное подтверждение. Так в книге 1922 года «Московское коммунальное строительство на пятом году революции» упоминается планы строительства в Сокольниках посёлка «Сокол».
По другой версии, высказанной историком П. В. Сытиным, посёлок был назван по фамилии жившего здесь агронома и животновода А. И. Сокола, который разводил в своём дворе породистых свиней. Эта версия была напечатана П. В. Сытиным на основании рассказа вдовы А. И. Сокола, изобиловавшего ошибками и неточностями.
Иная версия говорит о том, что посёлок получил название от строительного инструмента — сокол штукатурный. Данная версия была выдвинута в 1927 году в одной из статей журнала «Жилищная кооперация», автор которой не имел отношения к товариществу.

### Вопрос авторства генплана
Вопрос о том, кто был автором принятого к реализации генерального плана посёлка «Сокол», остаётся не решённым, так как документы тех лет практически не сохранились. В статье, опубликованной в 1933 году к юбилею товарищества «Сокол», утверждалось, что план посёлка был составлен Б. М. Великовским при участии А. В. Щусева. На одном из сохранившихся вариантов генплана «Сокола» действительно стоит подпись Б. М. Великовского. Предположительно, к проектированию «Сокола» были причастны и другие архитекторы. В частности, в юбилейной публикации не упоминался Н. В. Марковников, построивший в посёлке большую часть домов и выполнивший несколько первых проектов генплана. Его проекты предусматривали прямые улицы и прямоугольные участки — наиболее экономически обоснованный вариант. Однако членов кооператива, намеревавшихся построить посёлок в духе «городов-садов», подобный подход не устроил. По воспоминаниям жителей, они пригласили к разработке генплана других архитекторов. В частности, художник П. Я. Павлинов привлёк к проектированию архитектора В. А. Веснина, который вскоре подключил к работе своего брата А. А. Веснина. В итоге был создан генплан посёлка с изгибающимися улицами и свободной планировкой. Вероятно, этот вариант, выполненный при участии Б. М. Великовского, и был утверждён.

### Проектирование и строительство

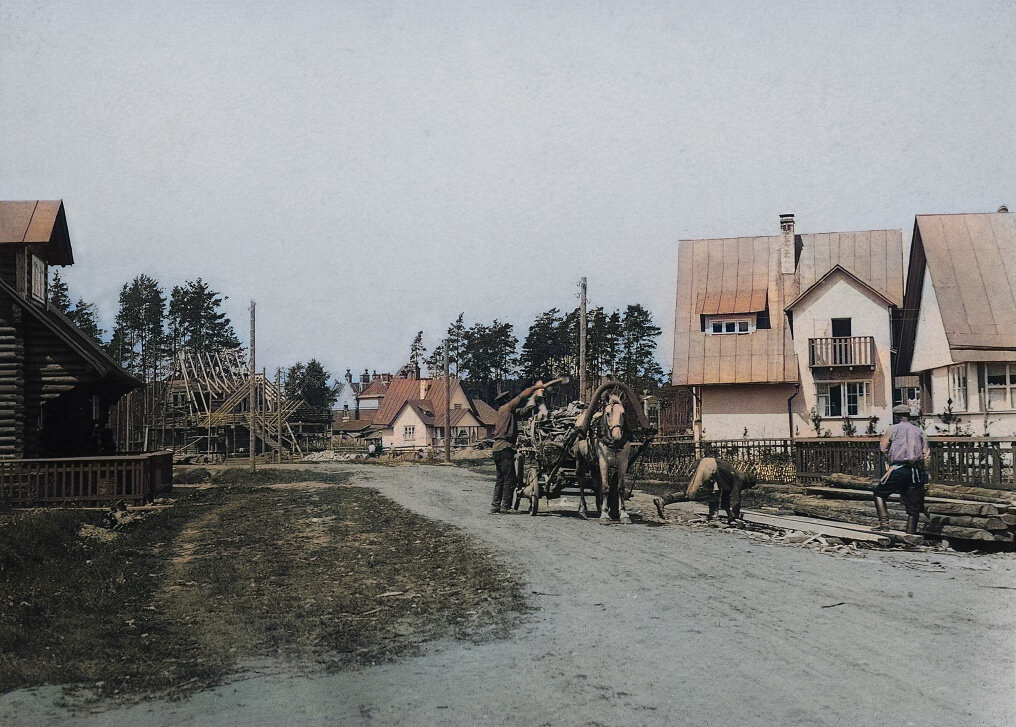
Улица Сурикова в середине 1920-х

В проектировании посёлка участвовали Н. В. Марковников, братья Веснины, И. И. Кондаков и другие архитекторы. При планировке улиц применялись нестандартные пространственные решения. Дома посёлка строились по индивидуальным проектам. В основном строительство посёлка было завершено к началу 1930-х годов. Всего было построено 114 домов со всеми удобствами.
По мере строительства посёлка складывалась его социально-бытовая инфраструктура. Были построены два продовольственных магазина. Товарищество на свои средства открыло библиотеку и столовую. В посёлке были устроены две спортивные площадки. На нечётной стороне улицы Левитана был разбит парк. В 1927 году в посёлке «Сокол» открылся детский сад. В его штат входила всего одна воспитательница, а остальную работу посменно выполняли дежурные мамы.
В конце 1920-х концепция застройки «Сокола» индивидуальными жилыми домами была подвергнута критике. Идеология того времени предполагала строительство коллективных рабочих домов. Примечательно, что одним из критиков «Сокола» стал автор первых вариантов генплана посёлка и архитектор большинства его домов Н. В. Марковников. С учётом реалий времени в конце 1920-х — начале 1930-х в посёлке было построено несколько многоквартирных домов для рабочих.

### Посёлок в 1930-х годах

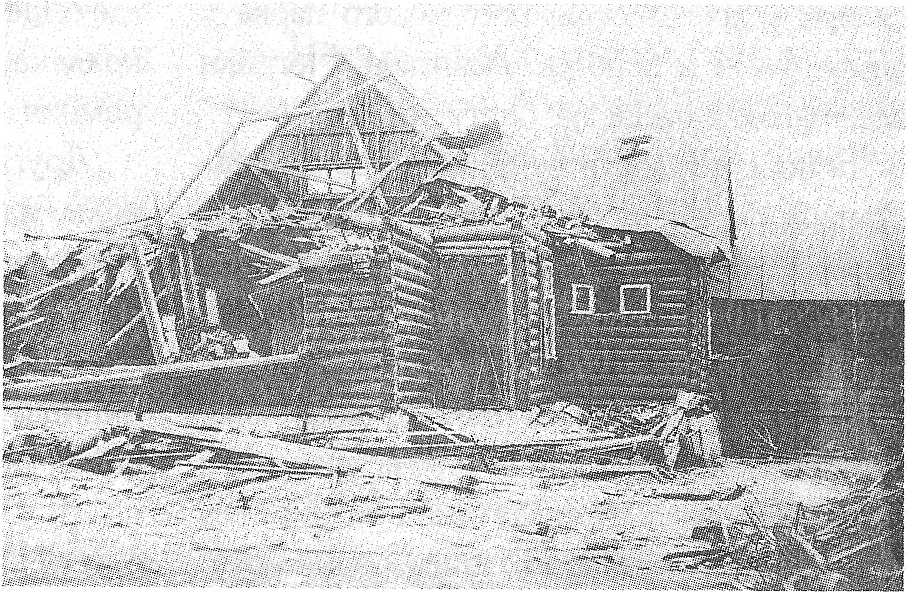
Дом 4 по ул. Левитана после падения самолёта.

В начале 1930-х годов у посёлка «Сокол» изъяли часть территории, которая ещё не была застроена (между улицей Врубеля и Волоколамским шоссе). Там возвели несколько жилых домов для работников НКВД (архитектор Б. В. Миних). В 1938 году на месте сквера в центре посёлка построили четырёхэтажный родильный дом № 16 на 200 коек (архитектор В. П. Андронов).
18 мая 1935 года в небе над посёлком «Сокол» произошла авиакатастрофа. Крупнейший советский самолёт того времени АНТ-20 «Максим Горький» столкнулся с истребителем сопровождения. Обломки самолётов упали на посёлок. Все находившиеся на борту самолётов погибли, но среди жителей посёлка жертв не было.
В 1936 году кооперативное строительство в стране было свёрнуто. Все дома посёлка «Сокол» перешли в собственность Москвы. Многие жители посёлка стали жертвами сталинских репрессий, в том числе председатель кооператива В. Ф. Сахаров и заместитель председателя Н. Я. Янек.

### Посёлок во время войны

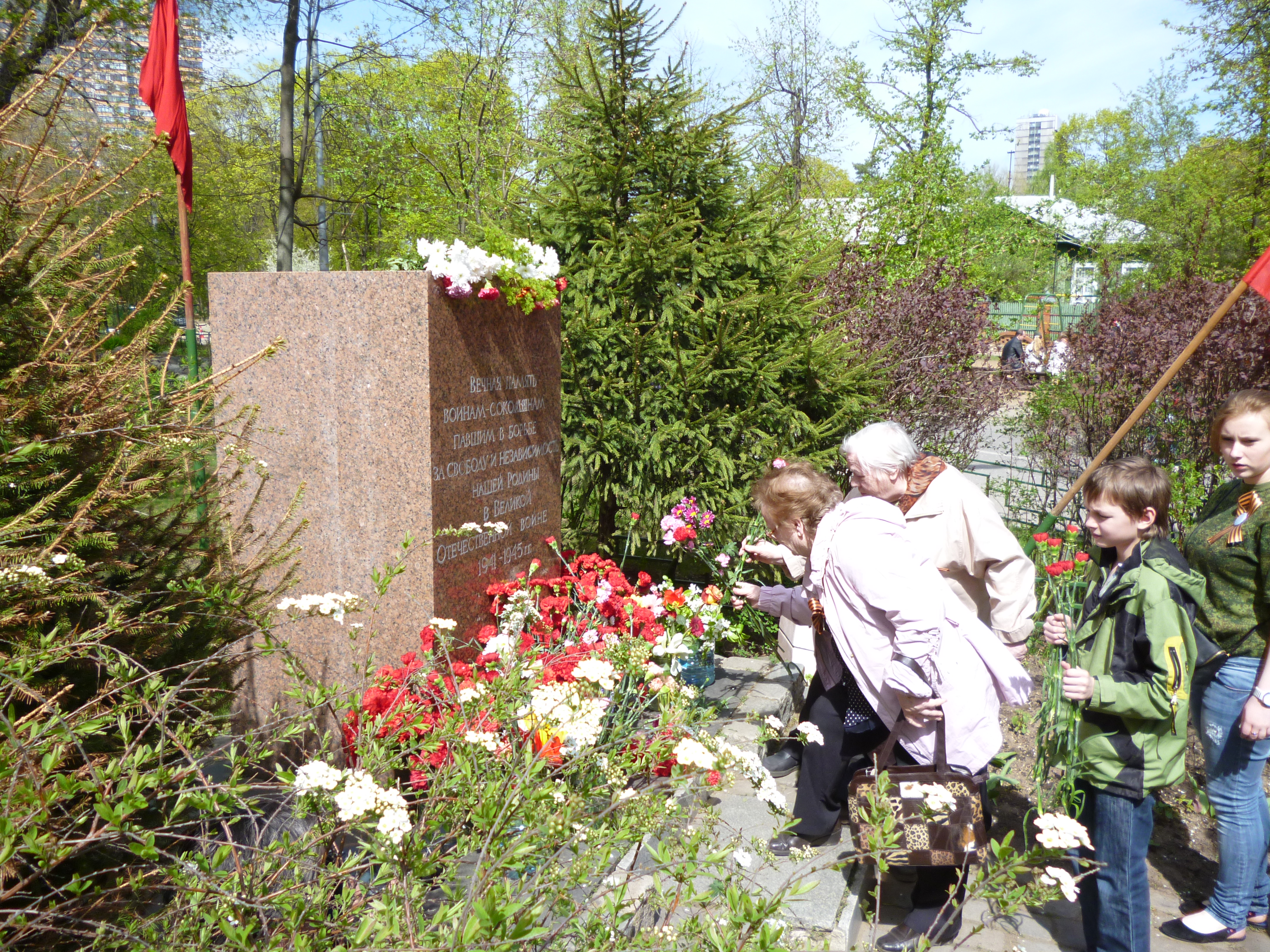
Возложение цветов к памятнику соколянам, погибшим в войне

В 1941 году после начала Великой Отечественной войны в посёлке Сокол было сформировано несколько групп самообороны. Жители посёлка строили на участках простейшие убежища. Через посёлок прошла одна из линий укреплений Москвы. Баррикада проходила через улицы Врубеля, Саврасова, Шишкина, Венецианова и Левитана. Укрепления состояли из противотанкового рва, амбразур и надолбов. В парке около улицы Левитана располагалась зенитная батарея. За время войны на посёлок было сброшено несколько зажигательных и фугасных бомб. Одна из них полностью уничтожила два коттеджа в начале улицы Брюллова (на их месте позднее построили четырёхэтажный жилой дом).

### Посёлок в 1940-х — 1970-х годах
В 1946—1948 годах все дома посёлка подключили к общегородской канализации. В 1958—1962 годах более половины коттеджей капитально отремонтировали. Большинство бревенчатых домов обили досками и покрасили. Тогда же провели замену печного отопления на местное водное с использованием водонагревательных котлов, работавших на каменном угле. В 1963—1964 годах в посёлок провели газ.
С начала 1950-х годов начались попытки сноса посёлка. Согласно легенде, против этого высказался Сталин, когда он посещал стройку на соседней Новопесчаной улице. В 1958 году появился план строительства многоэтажных жилых домов на части территории посёлка. Однако, благодаря усилиям жителей «Сокола», в 1962 году этот проект был отменён. Вскоре появился новый проект сноса 54 из 119 коттеджей: «…давно пора сковырнуть „курятники“ посёлка бульдозером», — грозили в райисполкоме. Но и на этот раз «Сокол» удалось отстоять. Против сноса посёлка как единого архитектурного комплекса выступали Министерство культуры, Общество охраны памятников и Союз архитекторов. В результате решением Моссовета № 1384 от 25 мая 1979 года посёлок поставили под государственную охрану как памятник градостроительства первых лет советской власти.

### Современный период

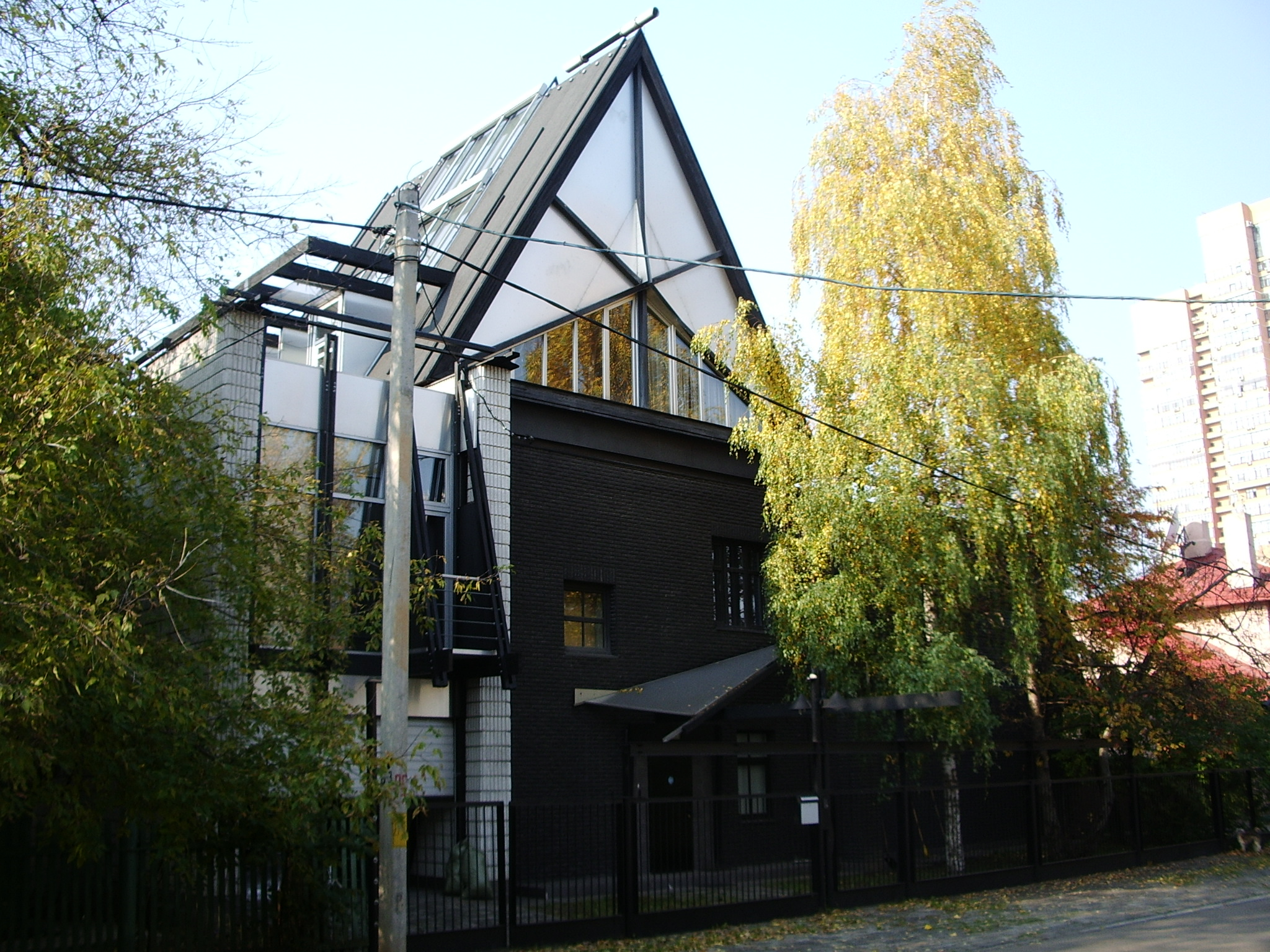
Дом «Инь-Ян» (архитектор Владислав Платонов)

В конце 1980-х годов в стране начала развиваться коммерческая деятельность. В то же время средств на содержание посёлка власти выделяли мало. Тогда жители организовали структуру, чтобы зарабатывать деньги на содержание посёлка, — агентство «Сокол». Агентство приносило прибыль за счёт работ, выполненных на договорной основе. Его доходы многократно превысили объём средств, выделяемых райисполкомом. Для того, чтобы жители могли более эффективно решать территориальные вопросы, 14 июля 1989 года в посёлке было учреждено территориальное общественное самоуправление.
Усилиями самоуправления был проведён значительный объём ремонтно-восстановительных работ. В посёлке организовывали различные праздничные мероприятия, издавали газету «Голос Сокола». В центре посёлка появились детская площадка и обелиск в память погибших в Великой Отечественной войне. В 1998 году «Сокол» отмечал своё 75-летие. К этой дате было приурочено открытие музея посёлка.
В 1990-е и 2000-е годы многие жители посёлка стали продавать свои дома, так как их стоимость стала очень высокой. Несмотря на то, что статус памятника архитектуры обязует владельцев домов согласовывать все строительные работы с Москомнаследием, некоторые старые дома посёлка были снесены, а на их месте возведены элитные особняки. Отдельные здания входят в список самых дорогих домов Москвы по версии журнала Forbes.
В феврале 2010 года после скандала со сносом нескольких домов в московском посёлке «Речник» префект Северного административного округа Москвы Олег Митволь обратился в прокуратуру для проверки законности строительства 30 новых домов посёлка «Сокол». Вскоре в посёлке состоялся митинг, на котором собравшиеся требовали сохранить исторические постройки. Ситуация вокруг посёлка «Сокол» широко освещалась в прессе, но тем не менее никакого развития она не получила, и новоделы сносить не стали.

## Архитектура

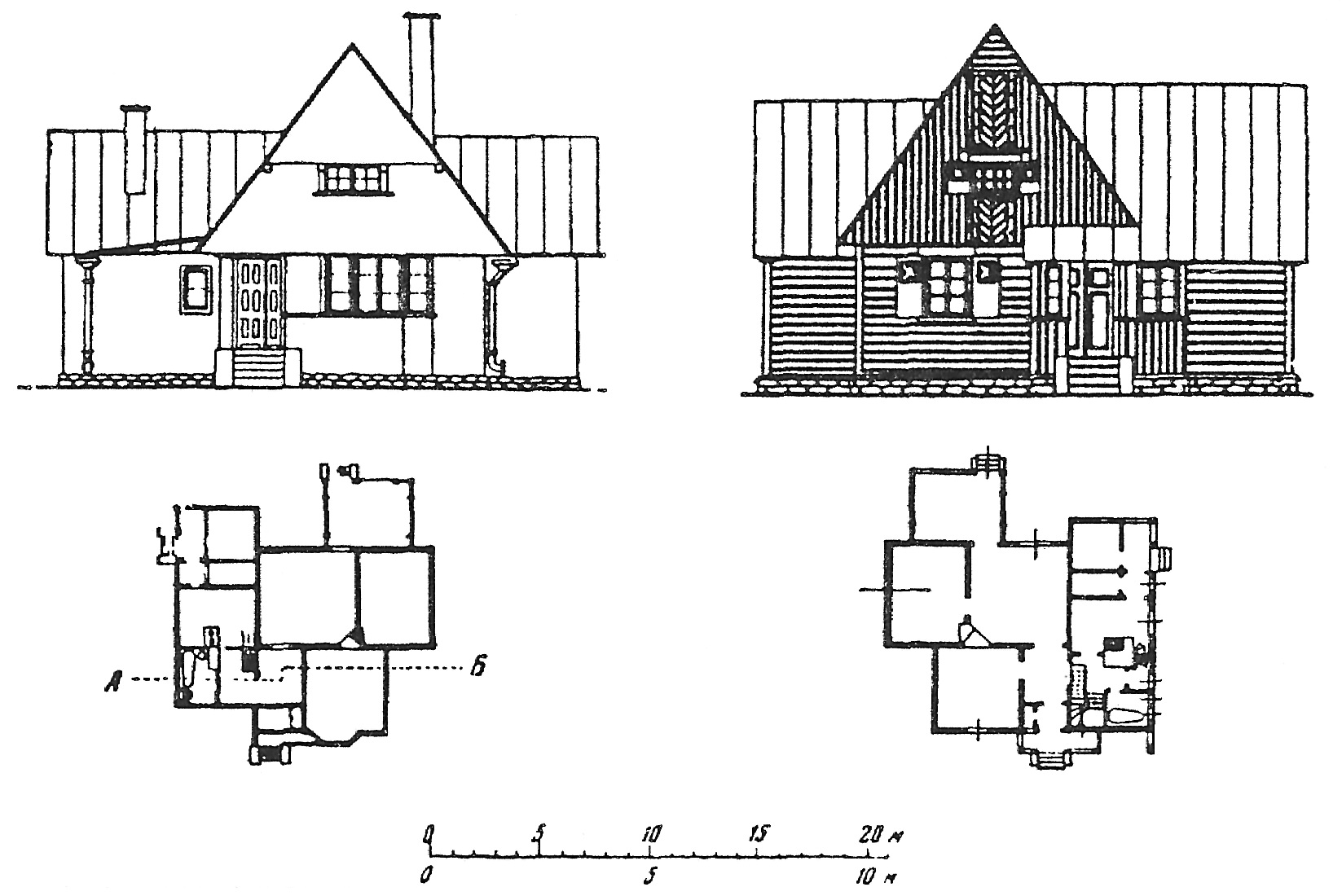
Проекты дома для одной семьи (арх. Н. Марковников)

Большинство построек посёлка было спроектировано архитектором Н. В. Марковниковым. Помимо него, в проектировании и строительстве участвовали архитекторы братья Веснины, И. И. Кондаков, А. Г. Ковыков, П. Н. Кручинин, А. Семилетов.
Первоначально планировалось застроить посёлок «Сокол» тремя типами коттеджей: бревенчатыми, каркасно-засыпными и кирпичными. Позднее каждый из типов домов многократно варьировался. Согласно замыслам архитекторов, использовались различные конструкции и материалы. Поскольку «Сокол» являлся первенцем советской жилищно-строительной кооперации, он стал своего рода базой для испытания архитектурных решений.
Многие постройки посёлка являлись экспериментальными. Некоторые технологии, использованные при строительстве «Сокола», позже были внедрены в массовое строительство. Помимо традиционных строительных материалов, использовали торфофанеру, соломоблоки, фибролит, шлакоблоки. В 1948 году два экспериментальных жилых дома были построены на улице Сурикова по проекту З. М. Розенфельда.
Несколько домов возводилось по образцу русских построек XVII—XVIII веков. Особую известность получили рубленые деревянные избы братьев Весниных, построенные в стиле вологодского деревянного зодчества. Симметрично расположенные деревянные дома на улице Поленова напоминают северные сторожевые башни.
Архитектурный ансамбль посёлка «Сокол» был во многом уникален. Опыт «Сокола» использовался при строительстве Новосибирского Академгородка, посёлка Павлово в Ленинградской области, а также рабочих посёлков на «Усачёвке», на Беговой улице и в Богородском.

Дома посёлка «Сокол»
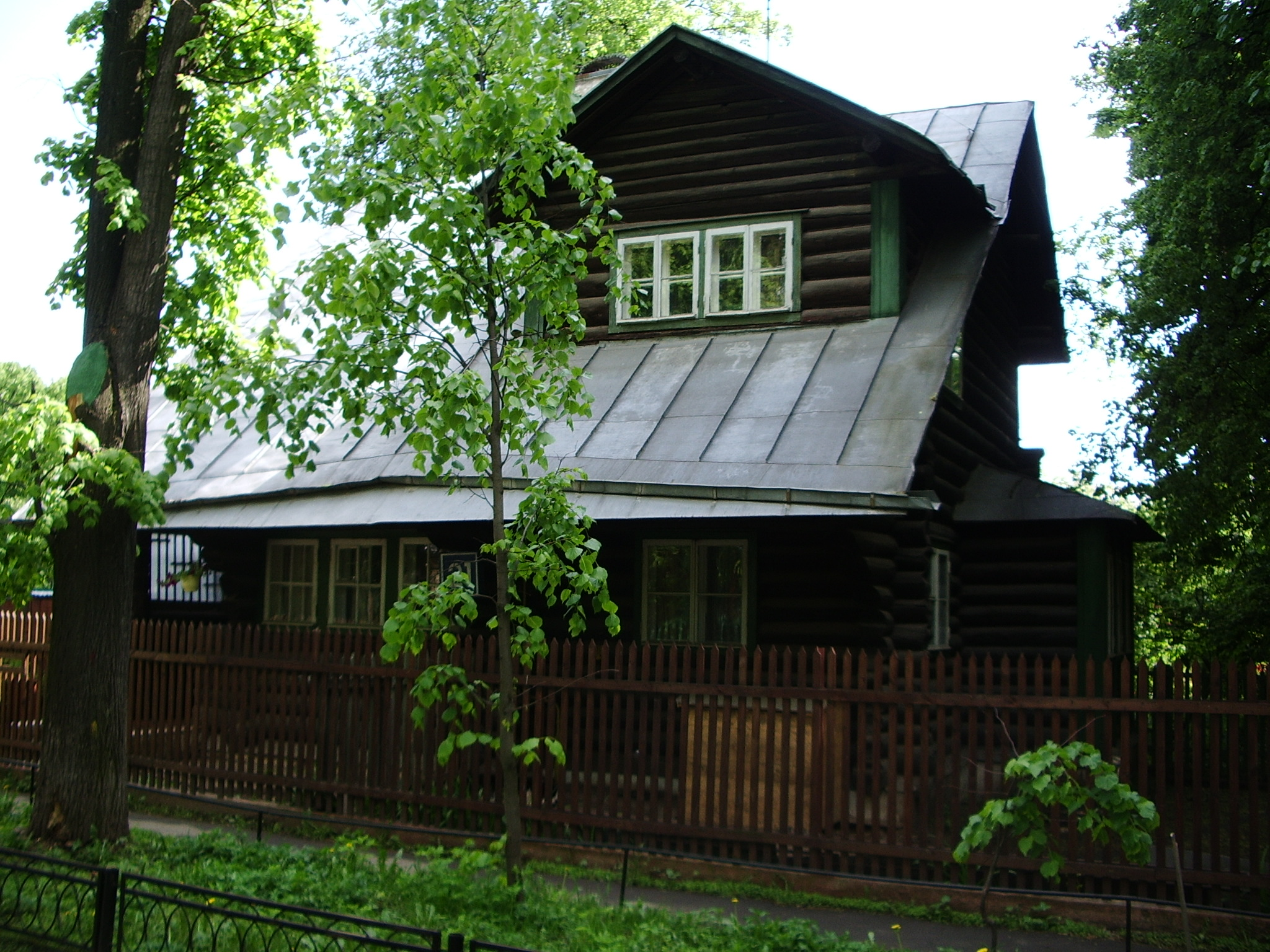
«Вологодская изба» (арх. братья Веснины)
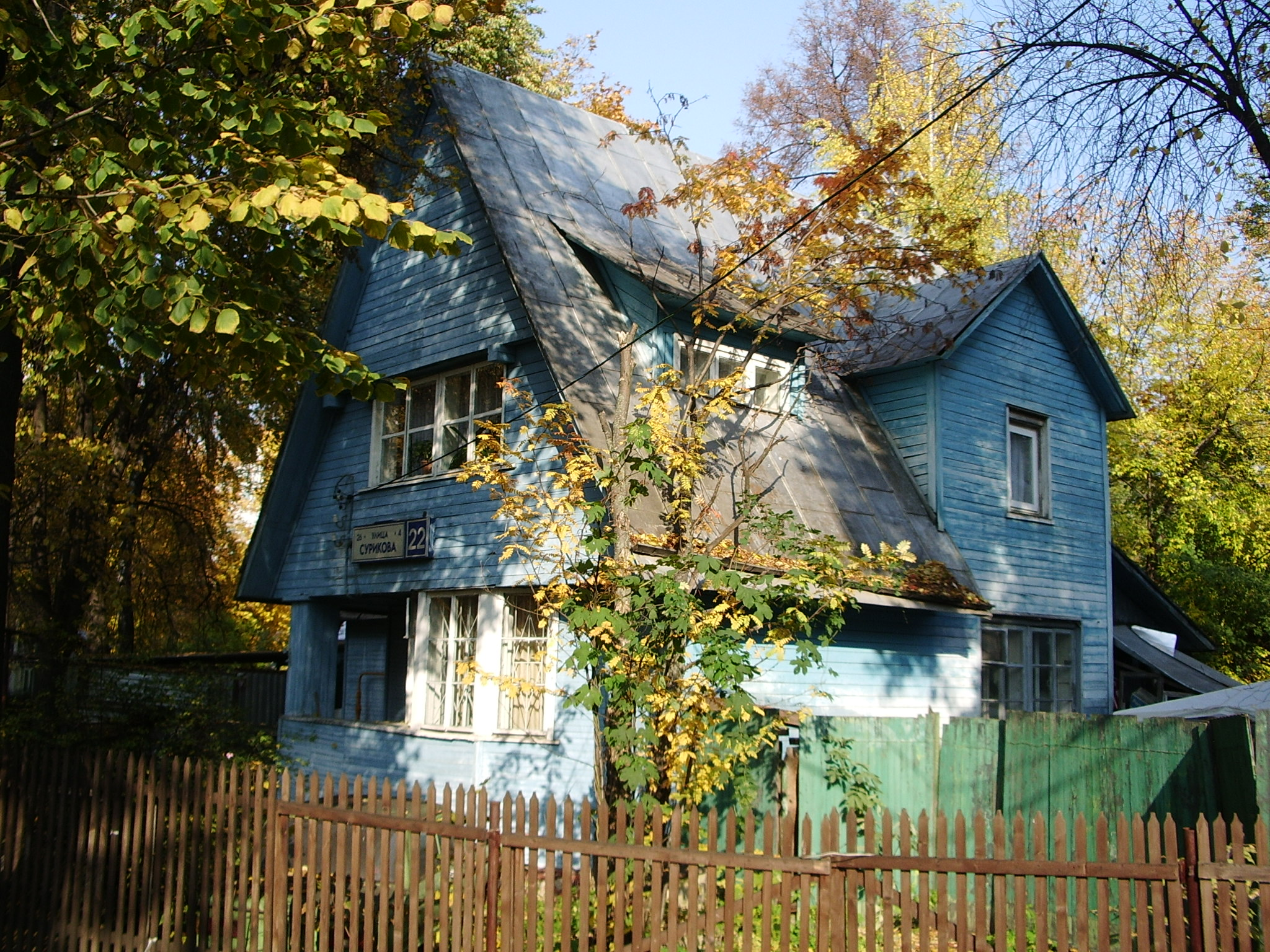
Жилой дом (арх. Н. В. Марковников)
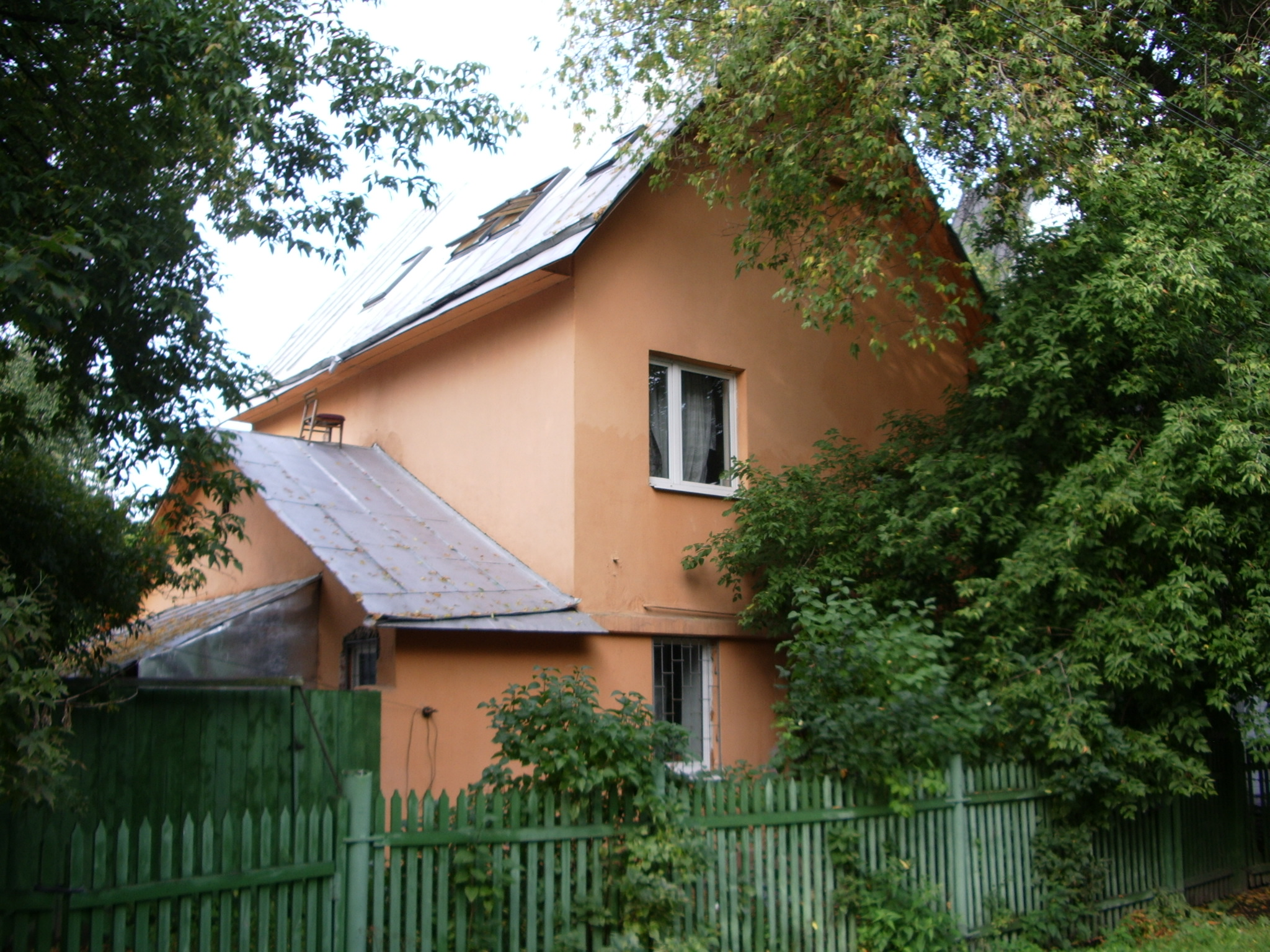
Жилой дом (арх. И. И. Кондаков)
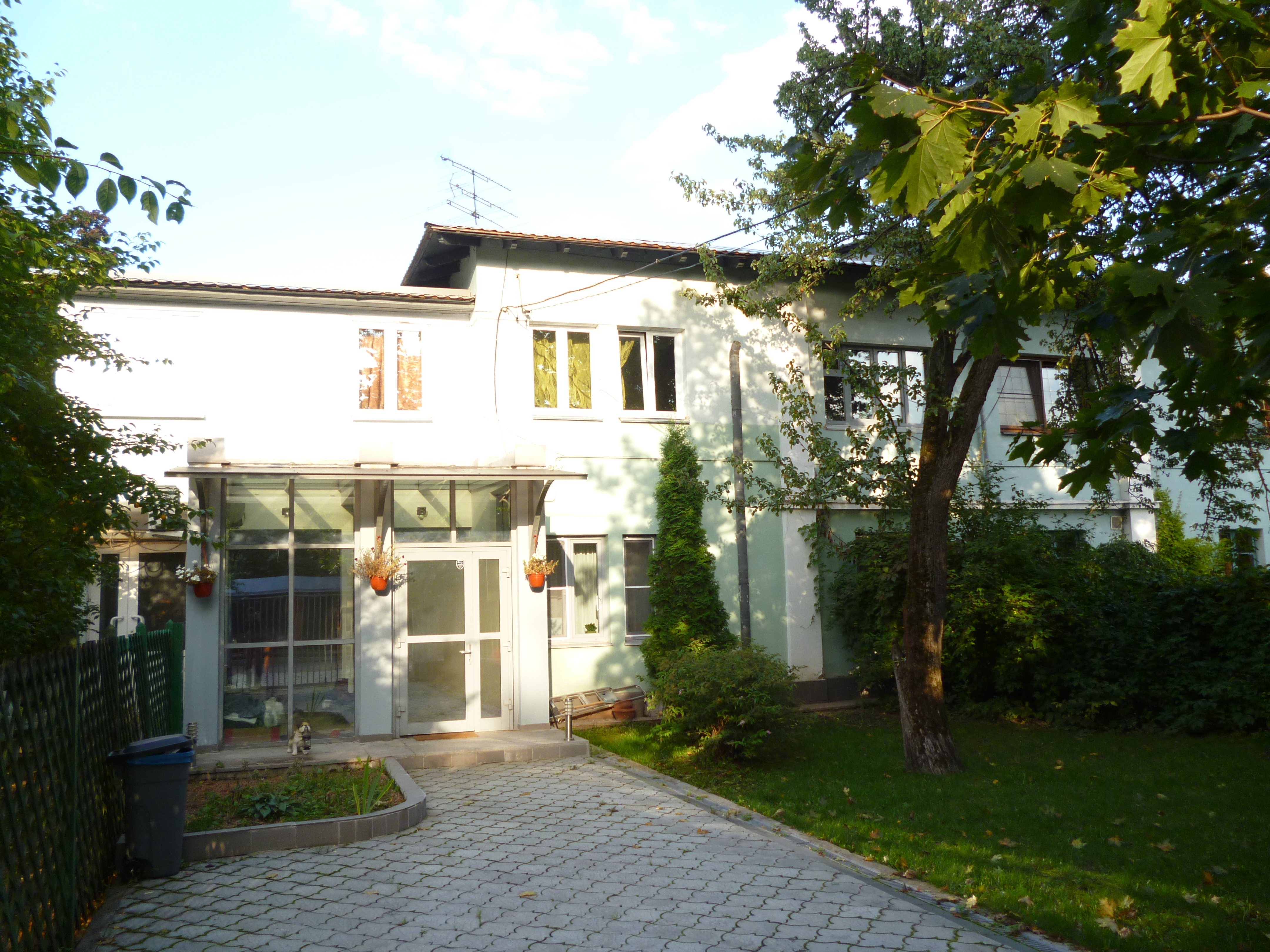
Жилой дом (арх. А. Г. Ковыков)

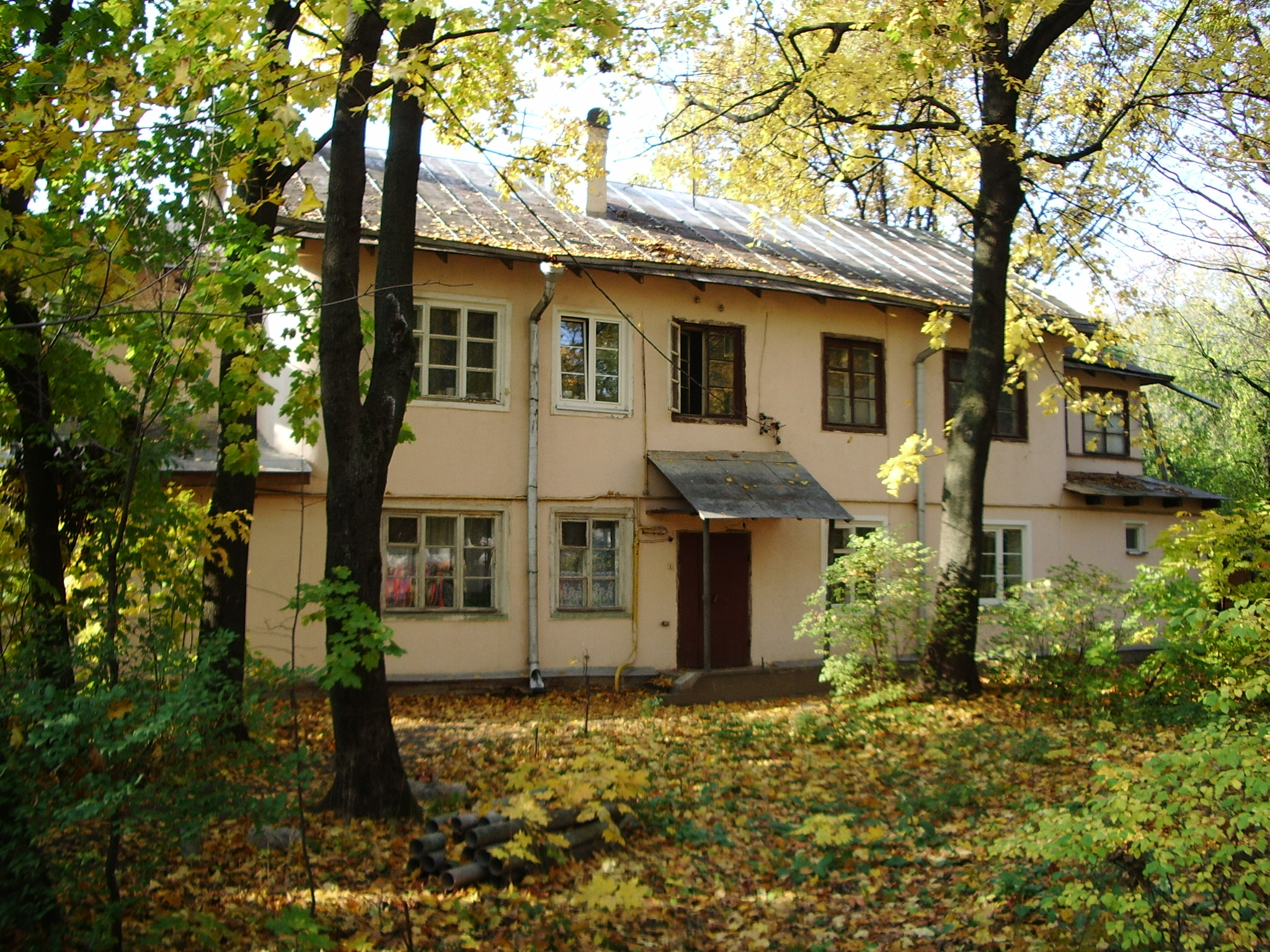
Многоквартирный дом (опытное строительство)
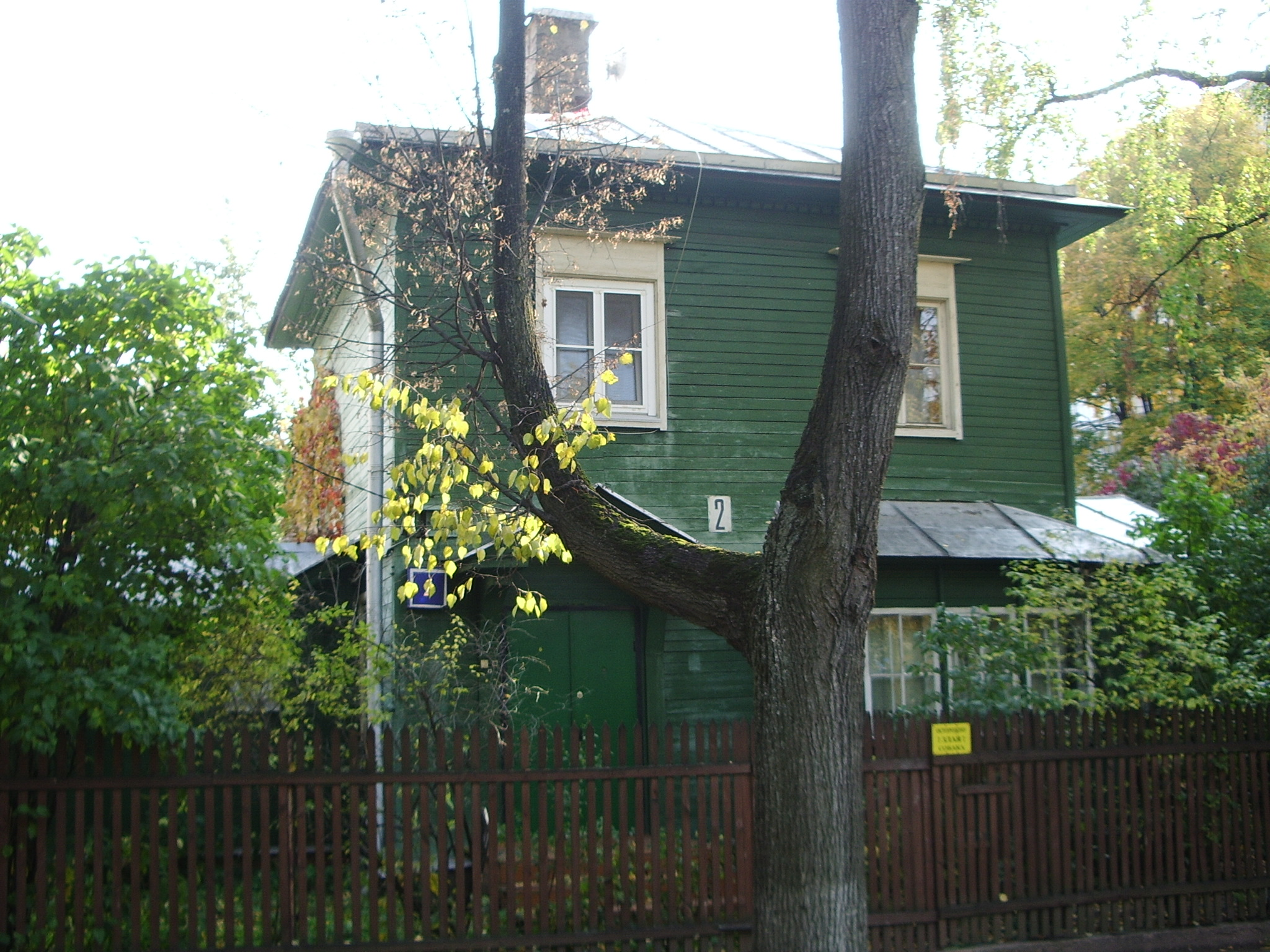
«Сторожевая башня» (арх. братья Веснины)
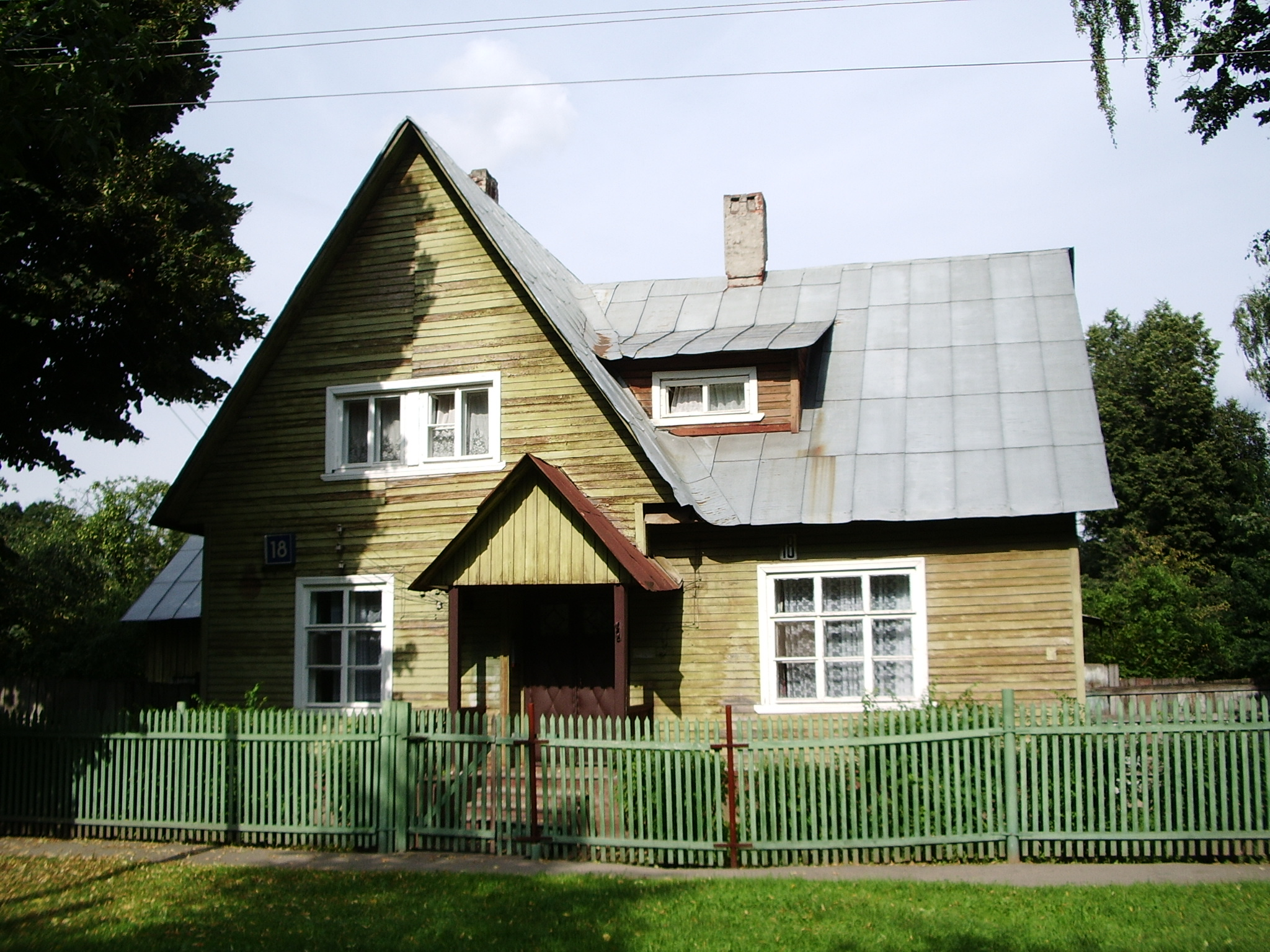
Жилой дом (арх. Н. В. Марковников)
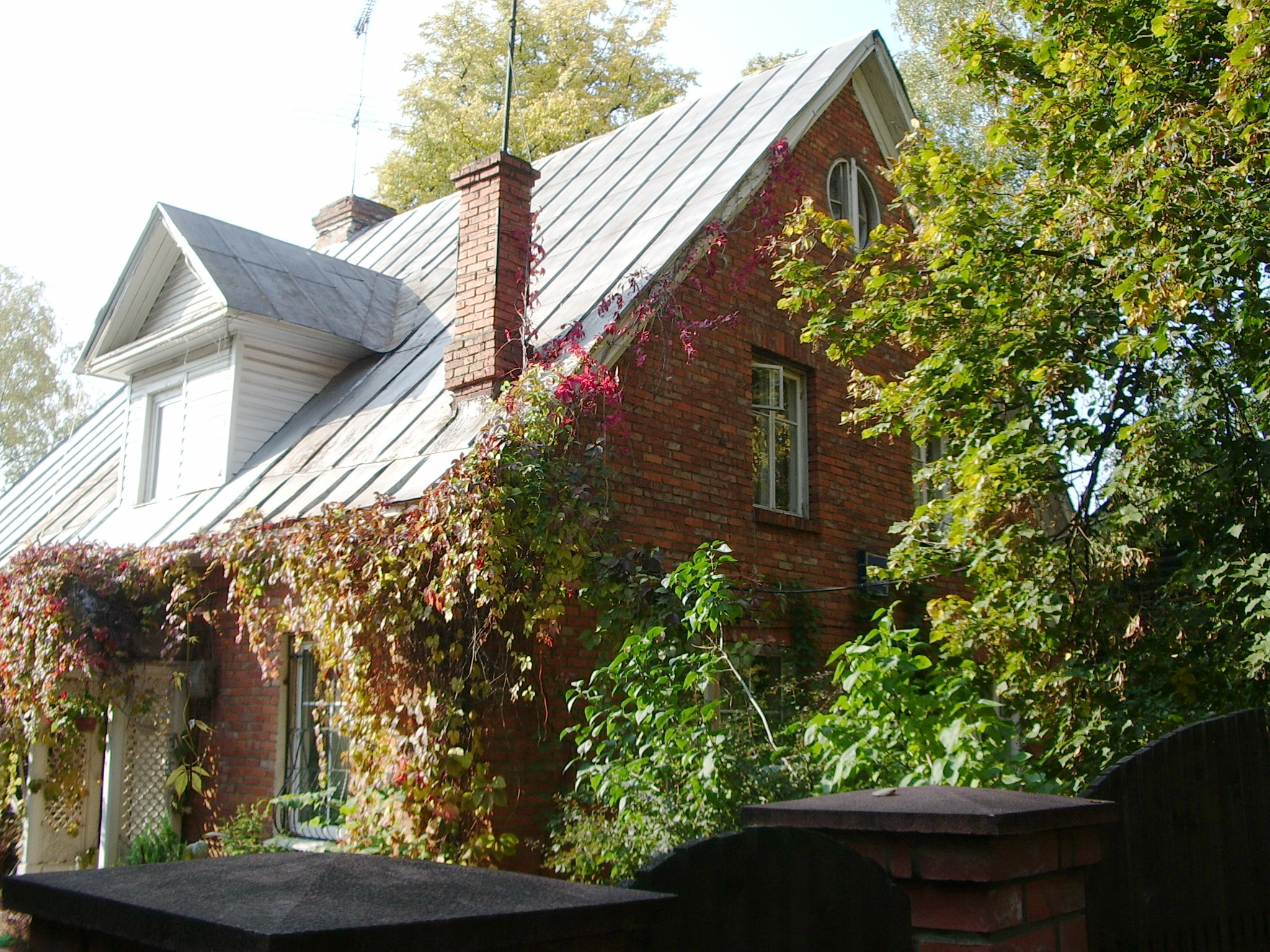
Дом на две семьи (арх. З. М. Розенфельд)

## Планировка
Посёлок «Сокол» был спроектирован со свободной планировкой. Важное значение придавалось восприятию окружающей среды. Эта концепция была разработана философом П. А. Флоренским и художником-графиком В. А. Фаворским. Улицы посёлка были проложены таким образом, чтобы зрительно расширить пространство. Например, улица Сурикова поделена на три разные по ширине части, благодаря чему с одного конца она кажется очень длинной, а с другого — короткой. Улица Поленова в своей центральной части «сломана» под углом 45°, и поэтому она кажется более длинной и широкой. Фасады некоторых домов не имеют окон, чтобы не задерживать на себе взгляд.
Посёлок «Сокол» занимает площадь в 21 га. Каждый участок имеет площадь примерно 9 соток.

## Озеленение
Каждая улица посёлка по предложению специалиста по садоводству профессора А. Н. Челинцева засажена определённой породой деревьев. Так, на улице Сурикова растут липы крупнолистные, на улице Брюллова — клёны татарские, на улице Кипренского — клёны остролистные (разновидность schwedleri), а на улицах Шишкина и Врубеля — ясени. На широкой улице Поленова высажены в два ряда клёны серебристые и липы мелколистные. Малый Песчаный переулок и улица Саврасова обсажены тополями.
Среди жителей посёлка было немало садоводов-любителей. Агроном-селекционер Н. И. Любимов в 1920-е — 1930-е годы выращивал на своём участке выведенные им сорта цветов. В 1927 году им была создана первая в стране ячейка общества любителей зелёных насаждений, которая объединяла 30 жителей «Сокола». В посёлке произрастали и редкие растения, некоторые из них занесены в Красную книгу. Сады посёлка «Сокол» являются частью природного комплекса Москвы.

## Территориальная община

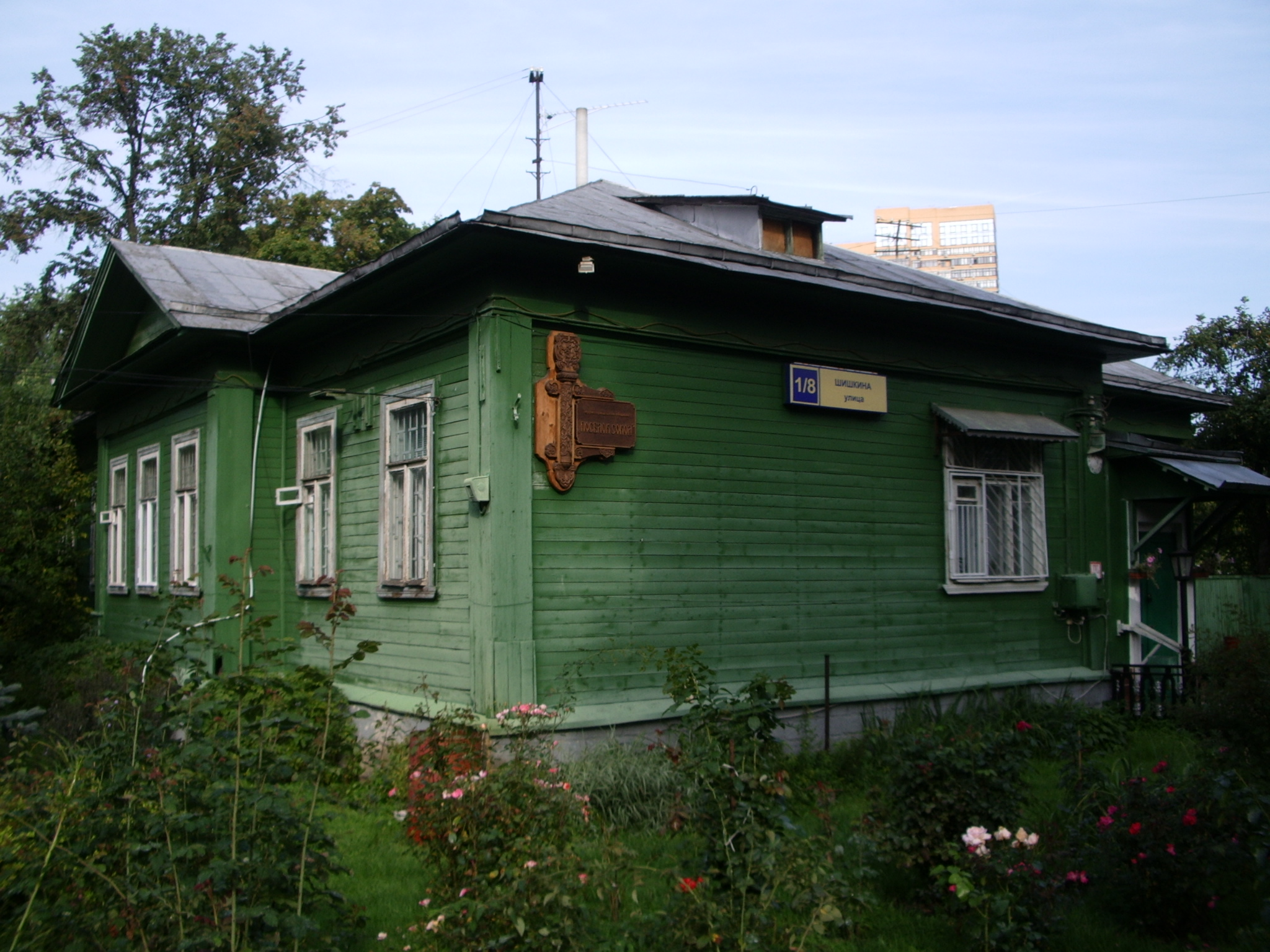
Здание территориальной общины и музея

Территориальная община является органом территориального общественного самоуправления посёлка «Сокол». Она была создана в 1989 году. Финансирование деятельности осуществляется за счёт аренды нежилых помещений, отчислений от квартплаты жителей посёлка и спонсорских взносов. Адрес территориальной общины: улица Шишкина, дом 1.

## Музей посёлка
Музей посёлка «Сокол» был открыт в 1998 году. Он находился в здании территориальной общины по адресу: улица Шишкина, дом 1. В музее имелись множество старых фотографий, рассказы о жителях посёлка, а также обломок самолёта АНТ-20 «Максим Горький». По данным на 2025 год, музей не действует.

## Улицы посёлка
В первоначальном проекте улицы посёлка назывались иначе, чем сейчас: Большая, Центральная, Школьная, Вокзальная, Телефонная, Столовая и т. п. В мае 1928 года постановлением президиума Моссовета улицы посёлка были названы в честь русских художников: Левитана, Сурикова, Поленова, Врубеля, Кипренского, Шишкина, Верещагина и др. Поэтому «Сокол» стал известен также как «Посёлок художников». Улицы на северо-западной части первоначальной территории, позднее изъятой у посёлка, предполагалось назвать в честь русских композиторов. По воспоминаниям местных жителей, автором новой топонимики «Сокола» был известный художник-график П. Я. Павлинов. В названиях улиц «Сокола» прослеживается связь с дореволюционной традицией: уже в 1910 году под Москвой появился дачный посёлок «Клязьма», где улицы носили имена русских писателей, поэтов и художников.
| Изображение | Название                | Описание | Дома посёлка                                                                                                |
| ----------- | ----------------------- | --- | --- |
|             | Улица Алабяна           | Улица существовала до строительства посёлка. Нынешнее название получила в 1959 году в память о советском архитекторе Каро Семёновиче Алабяне. Улица проходит вдоль юго-восточной границы посёлка. | № 8а, 8б, 8в                                                                                                |
|             | Улица Брюллова          | Улица появилась в составе посёлка. Первоначальное название — Столовая улица. В 1928 году получила нынешнее название в память о русском художнике Карле Павловиче Брюллове. Расположена между улицами Сурикова и Врубеля. | № 4, 5, 6, 7, 8, 9, 10, 12                                                                                  |
|             | Улица Венецианова       | Улица появилась в составе посёлка. В 1928 году получила название в честь русского художника Алексея Гавриловича Венецианова. Улица является самой короткой в Москве (48 метров). Представляет собой тупик, соединяющийся с улицей Сурикова.                                                                                          | № 3, 4 |
|             | Улица Верещагина        | Улица появилась в составе посёлка. Первоначальное название — Уютная улица. В 1928 году получила нынешнее название в честь русского художника-баталиста Василия Васильевича Верещагина. Расположена между улицами Сурикова и Шишкина.                                                                                                 | № 3, 4, 6, 8, 10, 12, 14, 16, 18, 20, 22, 24/2                                                              |
|             | Улица Врубеля           | Улица появилась в составе посёлка. Первоначальное название — Центральная улица. В 1928 году получила нынешнее название в честь русского художника Михаила Александровича Врубеля. Улица проходит вдоль северо-западной границы посёлка.                                                                                              | № 5, 7, 9, 11/22                                                                                            |
|             | Улица Кипренского       | Улица появилась в составе посёлка. Первоначальное название — Вокзальная улица. В 1928 году получила нынешнее название в честь русского художника Ореста Адамовича Кипренского. Улица проходит вдоль западной границы посёлка, между улицами Врубеля и Левитана.                                                                      | № 4, 8/26, 10, 12, 14                                                                                       |
|             | Улица Крамского         | Улица появилась в составе посёлка. В 1928 году получила название в честь русского художника Ивана Николаевича Крамского. Расположена между улицами Шишкина и Серова. | № 3 |
|             | Улица Левитана          | Улица появилась в составе посёлка. Первоначальное название — Парковая улица. В 1928 году получила нынешнее название в честь русского художника Исаака Ильича Левитана. Улица проходит вдоль южной границы посёлка. | № 4, 6, 6а, 8, 10, 16, 18, 20, 22, 24/2                                                                     |
|             | Малый Песчаный переулок | Переулок существовал до строительства посёлка. Получил название по характеру почвы, по аналогии с другими улицами и переулками села Всехсвятского. Переулок проходит вдоль северо-восточной границы посёлка. | № 2а, 5, 7, 9, 13, 15, 17, 19, 21, 23, 25/14                                                                |
|             | Улица Поленова          | Улица появилась в составе посёлка. Первоначальное название — Большая улица. В 1928 году получила нынешнее название в честь русского художника Василия Дмитриевича Поленова. Расположена между улицами Левитана и Врубеля. | № 1/14, 2/12, 3, 4, 5/19, 6/17, 7, 9, 10, 11, 12, 13, 14, 15, 16, 17, 18, 19, 20                            |
|             | Улица Саврасова         | Улица появилась в составе посёлка. Изначально в 1928 году получила название Улица Чайковского в честь русского композитора Петра Ильича Чайковского. Переименована в 1956 году в честь русского художника Алексея Кондратьевича Саврасова (для устранения одноимённости улиц в Москве). Расположена между улицами Шишкина и Врубеля. | № 1/3, 3, 4, 5, 6, 7, 8, 9, 11                                                                              |
|             | Улица Серова            | Улица появилась в составе посёлка. В 1928 году получила название в честь русского художника Валентина Александровича Серова. Расположена между улицами Крамского и Верещагина. | № 1/2, 3 |
|             | Улица Сурикова          | Улица появилась в составе посёлка. Первоначальное название — Телефонная улица. В 1928 году получила нынешнее название в честь русского художника Василия Ивановича Сурикова. Расположена между улицами Алабяна и Кипренского. | № 3, 4, 5, 6, 7, 8/2, 9/1, 10, 11/2, 12, 13, 14/2, 15, 18, 20, 21, 21а, 21б, 22/2, 23, 23а, 23б, 25, 27, 29 |
|             | Улица Шишкина           | Улица появилась в составе посёлка. Первоначальное название — Школьная улица. В 1928 году получила нынешнее название в честь русского художника-пейзажиста Ивана Ивановича Шишкина. Расположена между улицей Поленова и Малым Песчаным переулком.                                                                                     | № 1/8, 4, 5/2, 6, 10                                                                                        |